# Pereskia bleo
Pereskia bleo är en kaktusväxtart som först beskrevs av Carl Sigismund Kunth, och fick sitt nu gällande namn av Dc. Pereskia bleo ingår i släktet trädkaktusar, och familjen kaktusväxter. Inga underarter finns listade i Catalogue of Life.

## Bildgalleri

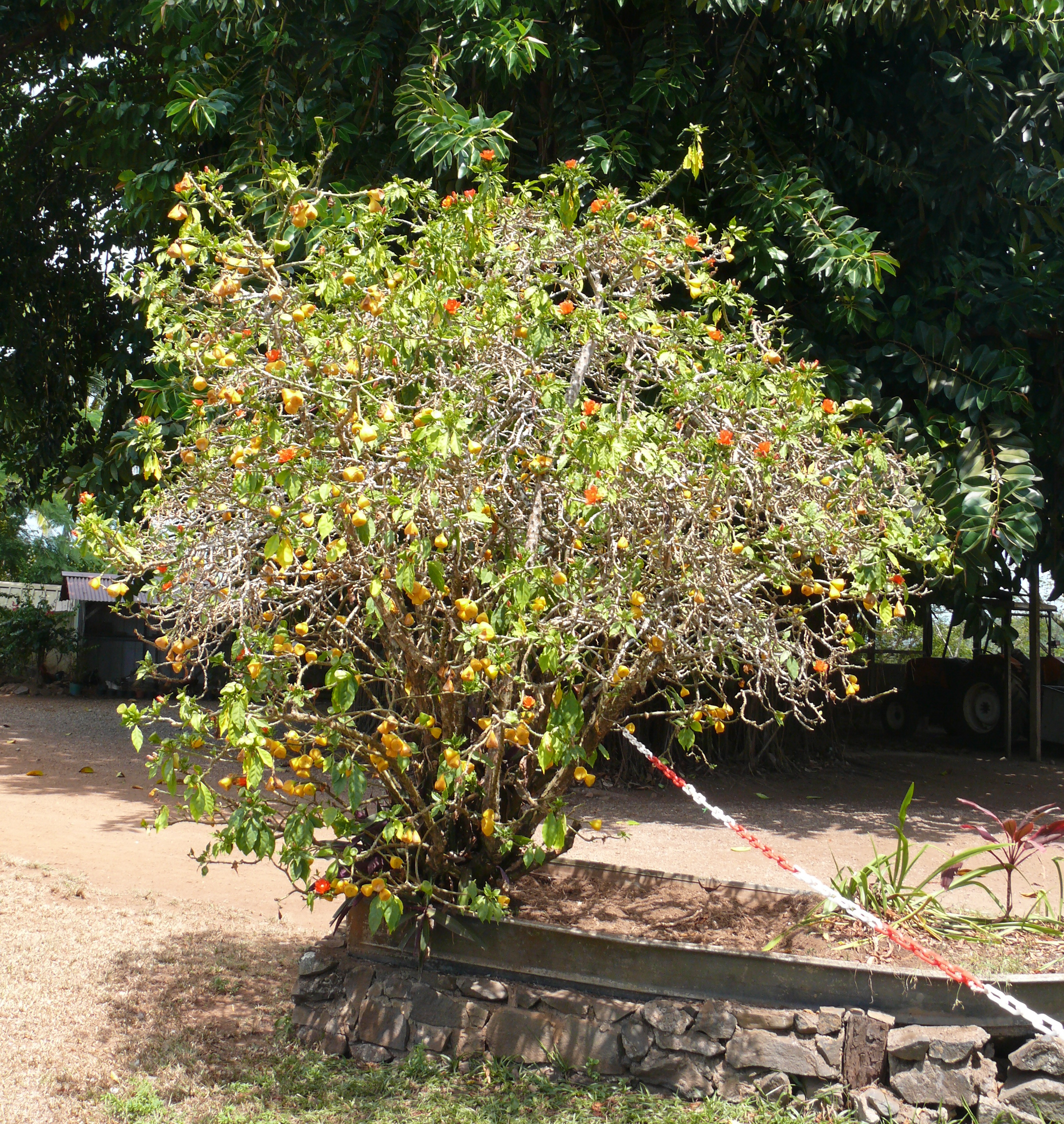
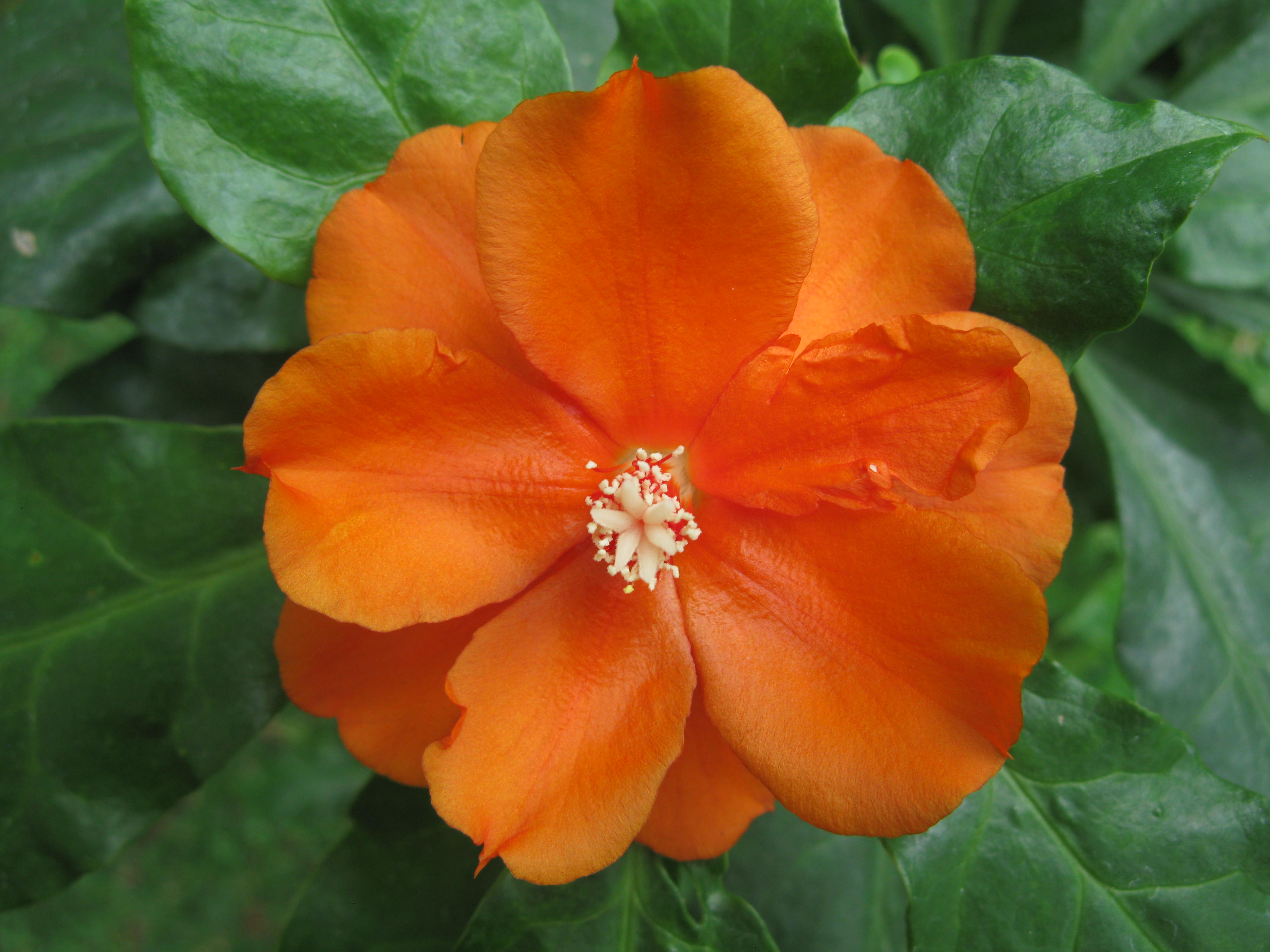
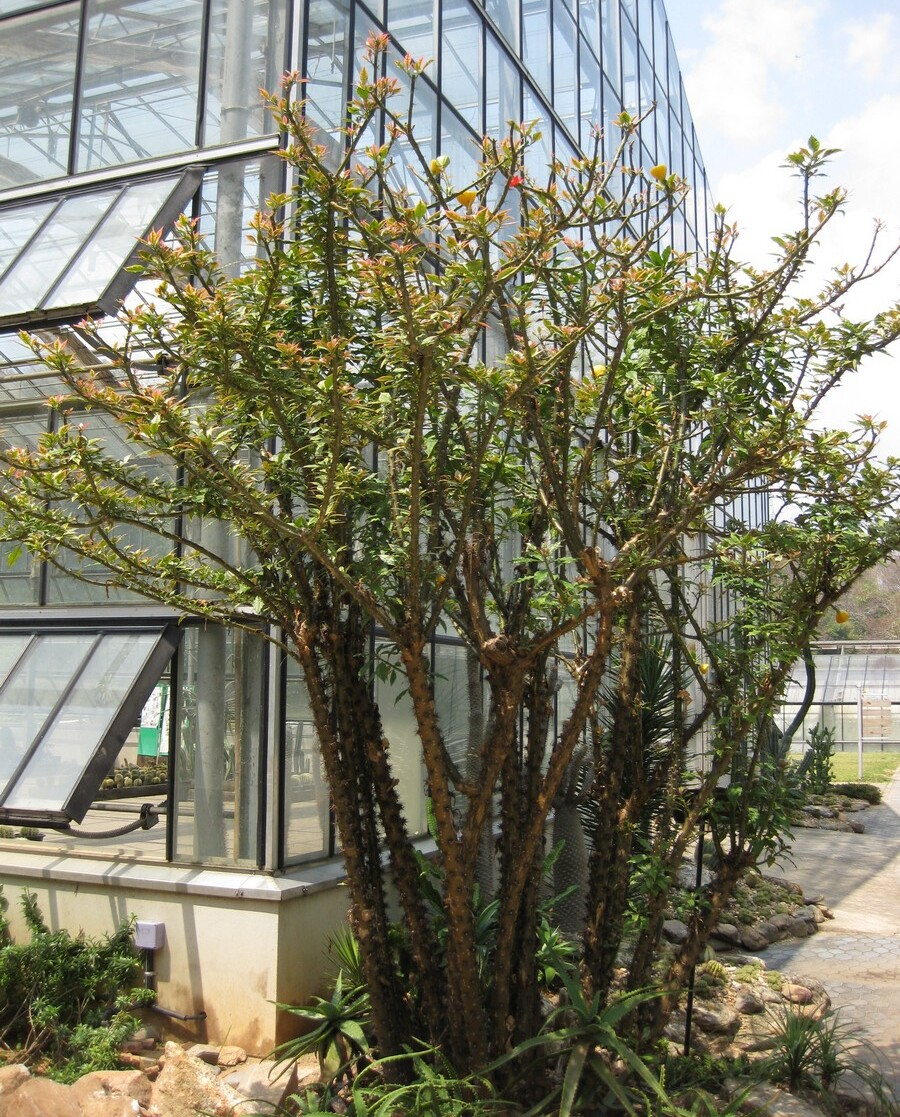
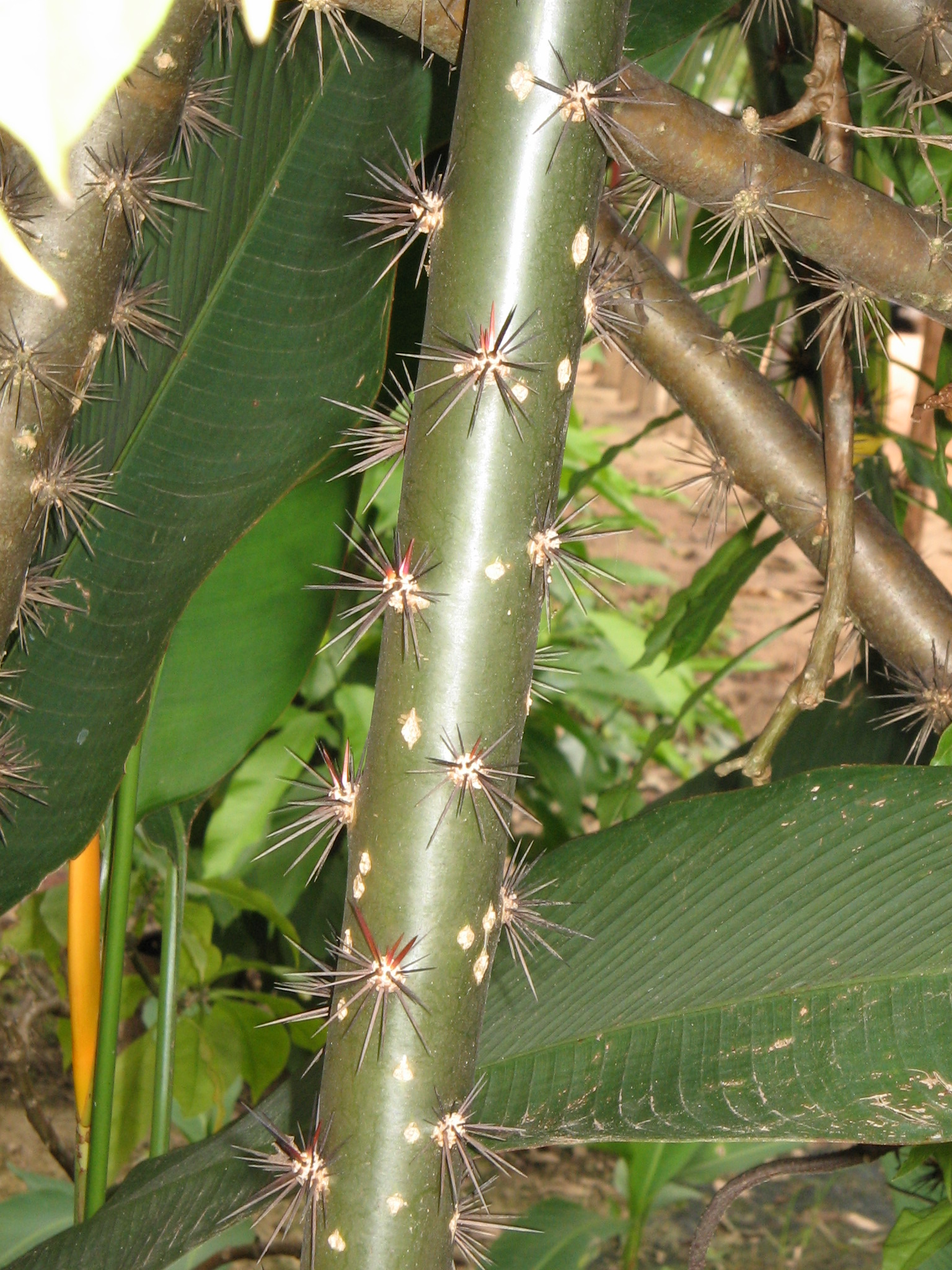
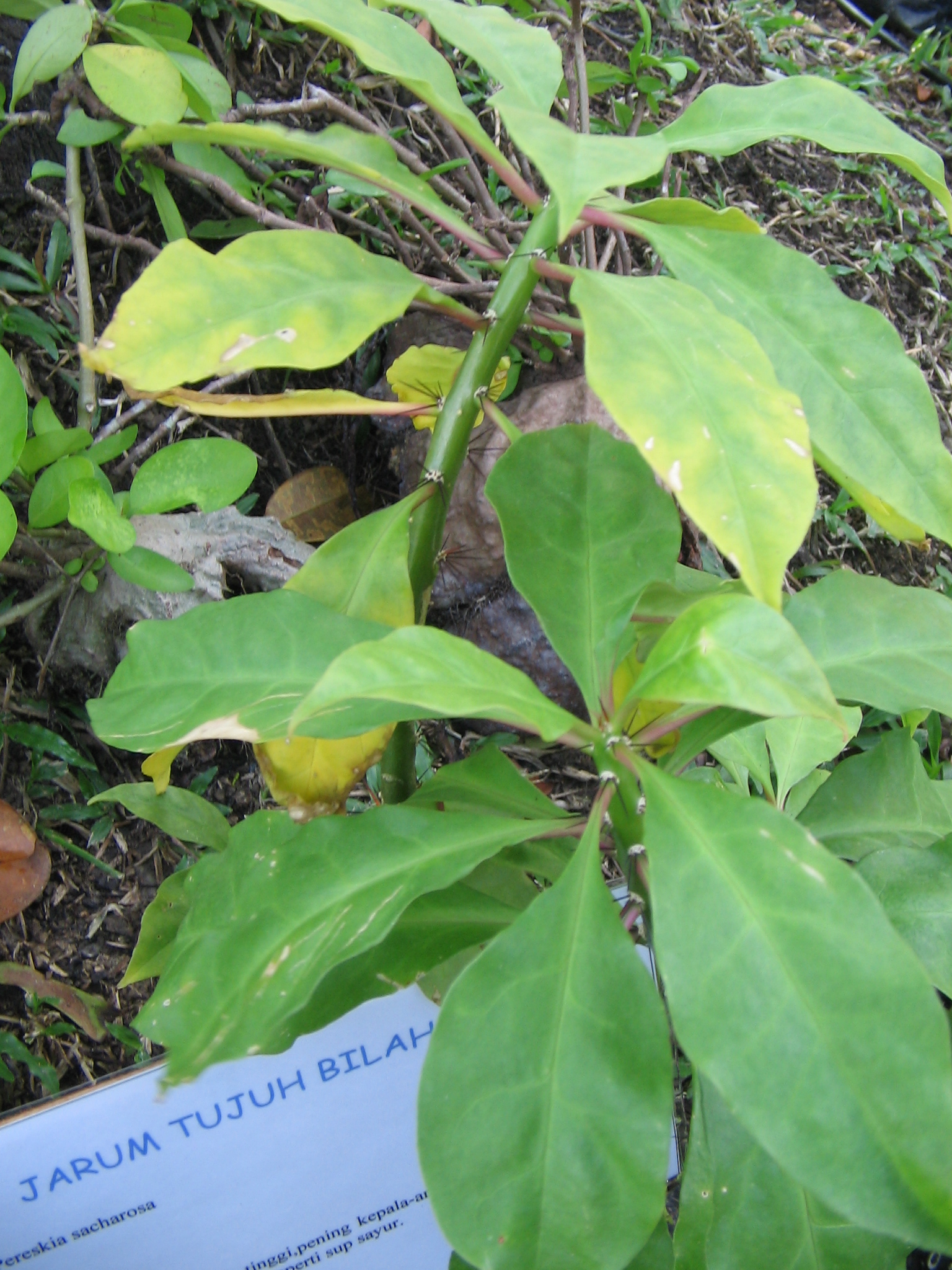
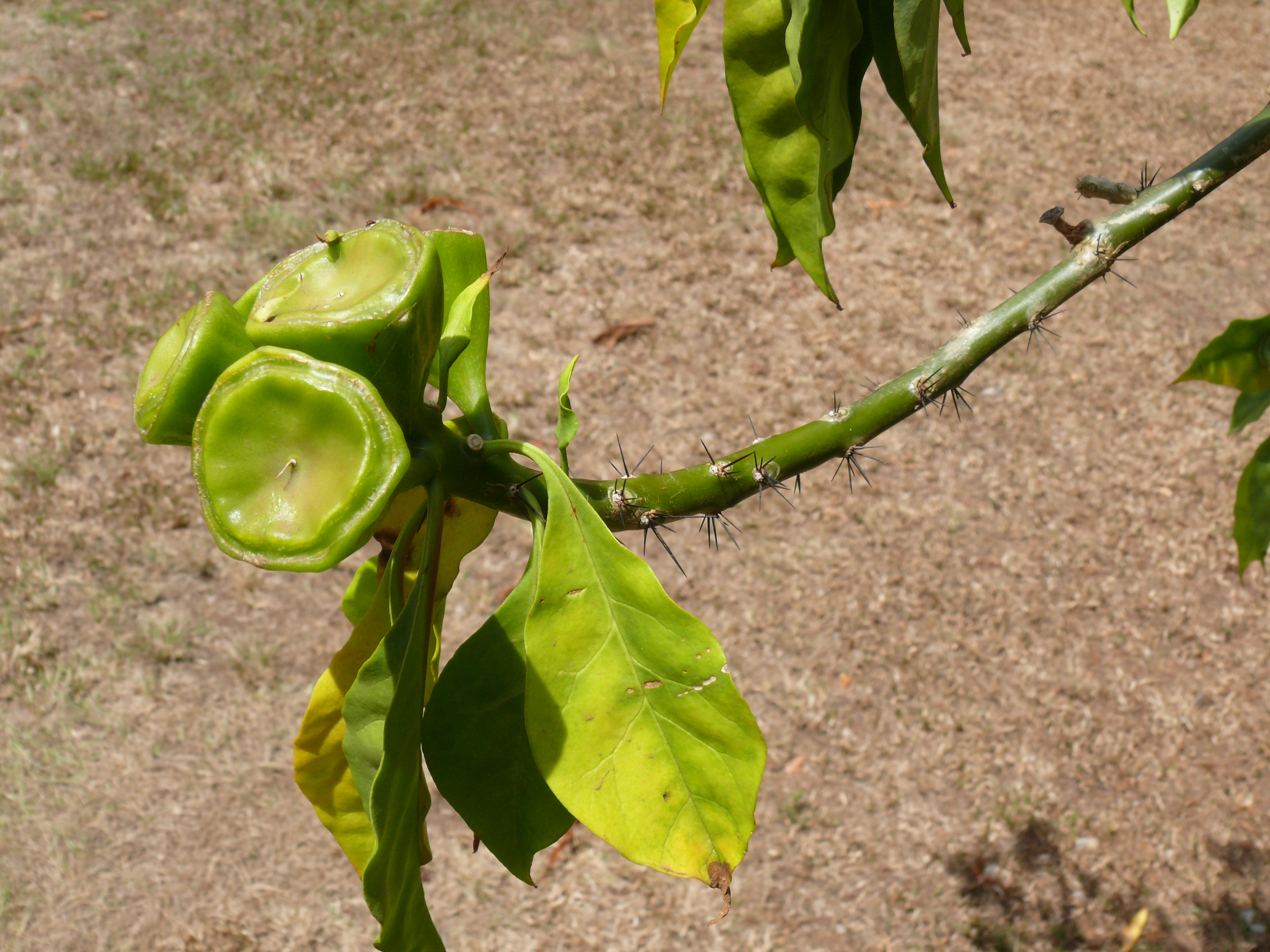